# Домфесел
Домфесел (фр. Domfessel) насеље је и општина у источној Француској у региону Алзас, у департману Доња Рајна која припада префектури Саверн.
По подацима из 2011. године у општини је живело 312 становника, а густина насељености је износила 50,08 становника/km². Општина се простире на површини од 6,23 km². Налази се на средњој надморској висини од 240 метара (максималној 343 m, а минималној 217 m).

## Демографија
| 1962. | 1968. | 1975. | 1982. | 1990. | 1999. | 2011. |
| ----- | ----- | ----- | ----- | ----- | ----- | ----- |
| 248   | 276   | 275   | 276   | 279   | 298   | 312   |

График промене броја становника у току последњих година